# Гелу
Гелу (на румънски: Gelu; на унгарски: Gyalu) е легендарен войвода на Трансилвания през IX век по време на унгарското завладяване на Панония. Спорна историческа личност.
Според Gesta Hungarorum е влах. Предвид унгаро-румънския спор за Трансилвания, съществуват трактовки, че името е неточно предадено и то е секейското – Дюла, а Петър Коледаров го идентифицира с Глад. 